# Capitão Pedro Sampaio
Capitão Pedro Sampaio é um distrito do município brasileiro de Canindé, no interior do estado do Ceará. Segundo o censo demográfico de 2022, realizado pelo Instituto Brasileiro de Geografia e Estatística (IBGE), sua população era de 1 498 habitantes e havia 545 domicílios particulares permanentes ocupados. Foi criado pela lei municipal nº 228 de 7 de julho de 1992.
De acordo com o IBGE, em 2010 a população era de 1 977 habitantes e havia 612 domicílios particulares.